# 韓德 (香港警官)
韩德（英語：Ernest Percival Hunt），綽號「爛佬亨」，前皇家香港警務處外籍警司。
韩德于1952年加入香港警務處(1969年称为皇家香港警務處)。他于1968年-1973年，任职湾仔区警司。1973年8月，他因貪污被逮捕后，进入赤柱監獄服刑。他于1974年10月1日刑满出狱，前往西班牙。

## 警务生涯
韩德原是一名英國的普通警察。1952年，他在英國看到香港警察的招聘廣告，不甘平淡的他想到東方許多新穎的事物，續決定動身前往香港。之后，韓德離開警察訓練學校後，就被派往尖沙咀水警基地負責海上巡邏，並在此地遇上第一次貪污的機會。由於當時正值韓戰時期，港英政府加入對中國實施的禁運，香港成為當時中國至關重要的走私港，水警在走私貪污上有著舉足輕重的地位。當時，有數名警員試圖說服韓德加入，可是正直的韓德卻未有參與其中。韓德在一次訪問中回憶，「我當時年輕，有理想，韓戰又未平息，叫我睜著眼看見共黨物資而不管，就萬萬辦不到。」不合作的韓德被其他人疏遠，其後更被調走，使他無法插手非法走私貿易。
然而，由於当时警察薪金實在太低，韓德一家生活困難。為勢所迫，當魔鬼再次向他招手時，韓德終抵擋不往金錢的引誘。當時韓德深知刑事偵緝处才是貪得最多的地方，是以他下定決心加入。于是在1956年，他終於得到機會，成為灣仔刑事偵緝处的一員。其後他繼續「向上爬」，先後被調去旺角及深水埗，成為該區的偵緝主任，每月「收規」(收取贿赂)約三萬多港元。
經過一番努力，韓德亦得償所願，成功升級至憲委級，成為灣仔區的一名警司，每月收賄約十三萬港元。

### 贪污被查
不幸地，韓德奢華的生活終引起警方反貪污部的注意。1971年12月，葛柏通知韓德他正被反貪部調查，但他並未接獲到自己會被捕的消息，所以依舊照貪不理。1973年，葛柏逃離香港，事件正式打響港府打擊貪污的警鐘。同年八月，韓德被捕。他被指在1971年5月至1973年2月期間，接近花了超過二十八萬二千元，遠遠超過自己在這段期間的薪金，堪稱1970年代的許仕仁。韩德于1973年11月1日被控触犯《防止贪污条例》在维多利亚地方法院被判罪名成立，判監一年。之后，韩德上诉至英国枢密院，但被驳回。然而，為了提早脫罪，韓德主動與廉政公署合作，指證包括葛柏在內的其他貪污警員，最終獲得港英政府的特赦，提早釋放。

## 資料來源
安德烈・費爾著，梁儒盛譯(1974)「香港官場醜聞 : 韓德回憶錄全文」香港:快報
https://www.master-insight.com/article/30451